# Morangos com Açúcar (vírus)
O vírus Morangos com Açúcar foi um episódio de histeria coletiva que eclodiu em Portugal em maio de 2006. 

## História
O vírus Morangos com Açúcar (também conhecido como Vírus da Novela) foi iniciado por um episódio da popular novela portuguesa Morangos com Açúcar, em que uma doença terrível foi introduzida na escola frequentada pelos personagens da série.  O programa de televisão, que estreou pela primeira vez em agosto de 2003, seguia as histórias de um grupo de adolescentes "normais" e tem os seus altos e baixos dramáticos que eles encontram nas suas vidas diárias, da mesma forma da série de drama canadiana "Degrassi" ou como a novela brasileira "Malhação". Só que apenas alguns dias após o episódio ir ao ar, alguns adolescentes começaram a desenvolver sintomas semelhantes aos descritos no programa. 
Em pouco tempo, a "doença" espalhou-se para mais de trezentos estudantes do ensino secundário em catorze diferentes escolas portuguesas. Algumas escolas foram forçadas a fechar temporariamente devido à gravidade do surto. No entanto, o Instituto Nacional de Emergência Médica de Portugal cancelou a informação que era uma epidemia viral, chamando-a de histeria em massa. O doutor Nélson Pereira, diretor do INEM, disse: "O que existe concretamente é um certo número de crianças com alergias e, aparentemente, um fenómeno de imitação por partes de muitas outras crianças". Outro médico, Mário Almeida, declarou a sua descrença na doença, dizendo: "Não conheço nenhum agente que seja tão seletivo que só ataca crianças e em escolas".

## Influência da televisão nas crianças
A epidemia também preocupou muitos pais sobre a influência da série de televisão sobre os seus filhos. Com uma trama sempre sinuosa, temas exagerados e o uso de pulsações adolescentes como protagonistas, o programa é projetado para atrair e capturar um público adolescente. Foi apontado que a mania coincidentemente começou pouco antes do tempo dos exames de conclusão do ensino secundário. Suspeito como isso soa, a explicação foi ignorada por causa da enormidade da situação. Esse exemplo particular de histeria em massa mostra como a disseminação de ideias pode ser poderosa numa sociedade.